# Гордон Мур
Го́рдон Ерл Мур (англ. Gordon Earle Moore; 3 січня 1929, Сан-Франциско, Каліфорнія — 24 березня 2023, Гаваї) — американський інженер, бізнесмен, засновник компанії Intel, автор «закону Мура».

## Біографія
У 1950 році отримав ступінь бакалавра хімії в Каліфорнійському університеті в Берклі в Каліфорнії. У 1954 році отримав ступінь доктора наук в галузі хімії і фізики в Каліфорнійському технологічному інституті.
З 1953 року працював у лабораторії прикладної фізики в Університеті Джонса Гопкінса. З 1956 р. працював в Shockley Semiconductor Laboratory в Пало Альто, Каліфорнія, під керівництвом Вільяма Шоклі.
У вересні 1957 року Мур і ще сім талановитих інженерів (віроломна вісімка) йдуть з Shockley Semiconductor Laboratory через розбіжності з Шоклі і засновують власну компанію Fairchild Semiconductor для роботи з кремнієвими транзисторами в Маунтін-В'ю, Каліфорнія. З 1957 працював у Fairchild Semiconductors начальником інженерного відділу, а з 1959 Мур стає директором R&D і керує групою з розробки n-p-n транзистора.
У липні 1968 року Мур з Робертом Нойсом йдуть з Fairchild Semiconductors і стають засновниками корпорації Intel. Перший час Мур обіймав посаду виконавчого віце-президента. У 1975 році він був призначений президентом і головним виконавчим директором Intel. Ці посади він займав до квітня 1979 року, коли його обрали головою ради директорів і головним виконавчим директором корпорації. Гордон Мур залишався на посаді головного виконавчого директора корпорації до 1987 року, а в 1997 році у зв'язку з досягненням пенсійного віку йому було присвоєно звання почесного голови ради директорів.
19 квітня 1965 вивів і опублікував так званий «закон Мура», згідно з яким кількість транзисторів в кристалі мікропроцесора подвоюється кожні два роки. У 1995 році він змінив тимчасову[яку?] складову закону і заявив про подвоєння кількості транзисторів кожні два роки. Спочатку виведений як емпіричне правило, закон Мура з часом став основоположним принципом напівпровідникової галузі, що визначає створення все потужніших напівпровідникових мікросхем зі все нижчою собівартістю.
Помер 24 березня 2023 року в себе вдома на Гаваях у 94-річному віці.